# Elsa Martinelliová
Elsa Martinelliová (30. ledna 1935 Grossetto – 8. července 2017 Řím) byla italská herečka a modelka.
Narodila se v Grossettu v rodině železničáře jako Elisa Tia a od devíti let žila v Římě. Pracovala jako barmanka a pokladní v obchodě, pak z ní návrháři Vincenzo Ferdinandi a Roberto Capucci udělali úspěšnou modelku. První filmovou roli dostala v adaptaci románu Červený a černý, kterou natočil Claude Autant-Lara. V Hollywoodu se prosadila díky roli siouxské dívky Onahti ve filmu Indiánský bojovník, kde byl jejím partnerem Kirk Douglas. Za titulní roli v komedii Maria Monicelliho Donatella získala v roce 1956 cenu za herecký výkon na Berlinale. Byla významnou mezinárodní celebritou a módní ikonou, novináři ji přirovnávali k Audrey Hepburnové.
André Hunebelle ji obsadil spolu s Jeanem Maraisem do historického dobrodružného filmu Kapitán. Hrála hlavní ženskou roli v horroru Rogera Vadima A umřít z rozkoše podle předlohy Sheridana Le Fanu. Postavu Hildy ztvárnila v adaptaci Procesu, kterou režíroval Orson Welles. Hrála také v psychologickém dramatu Vlivní lidé, příběhu o lovcích africké zvěře Hatari!, dystopickém thrilleru Desátá oběť, povídkových filmech Sedmkrát žena a Nejstarší řemeslo na světě a v komediích Diamantový biliár, Candy, Madiganovy milióny a Jestliže je úterý, musíme být v Belgii.
Věnovala se také zpěvu, s Robertem Hosseinem nahrála duet Allo. V roce 1971 moderovala Festival Sanremo. Od počátku sedmdesátých let se věnovala nábytkovému designu a podnikání s nemovitostmi. Hrála už jen příležitostně, např. ve filmu Byl jednou jeden zločin nebo v televizních seriálech Alles Glück dieser Erde a Síla intrik. V roce 1995 vydala knihu vzpomínek Sono come sono. Dalla dolce vita e ritorno. Rino Gaetano ji zmínil v písni Jet Set.
Jejím prvním manželem byl hrabě Franco Mancinelli di San Vito, s nímž má dceru Cristianu. Druhým manželem byl fotograf Willy Rizzo.